# 水沢 (川崎市)
水沢（みずさわ）は、神奈川県川崎市宮前区の町名。現行行政地名は水沢1丁目から水沢3丁目。住居表示実施済区域。

## 地理
宮前区の西部に位置し、川崎市内の幹線道路である尻手黒川道路が貫通している。川崎市北部や横浜市の一部も供給圏とする川崎市中央卸売市場北部市場が所在するほか、多摩丘陵の森も菅生緑地などに残されており、平瀬川や矢上川も当地に端を発している。
水沢の北部では菅生ケ丘、菅生と、東部では犬蔵と、南部では横浜市青葉区の美しが丘・美しが丘西と、西部では潮見台と接している（特記のない町名は宮前区）。

### 面積
面積は以下の通りである。
| 丁目      | 面積（km²） |
| --------- | ----------- |
| 水沢1丁目 | 0.252       |
| 水沢2丁目 | 0.210       |
| 水沢3丁目 | 0.178       |
| 計        | 0.640       |

### 地価
住宅地の地価は、2025年（令和7年）1月1日の公示地価によれば、水沢3-1-32の地点で18万1000円/m²となっている。

## 歴史
「水沢」の名は地租改正の時に、湧き水が多かったことから命名された。町名として採用されたのは、住居表示が施行された1986年である。当地では東名高速道路の東名川崎インターチェンジから1.5kmという地の利を生かして、物流拠点の「川崎流通センター」を作る計画が浮上したが、市長が伊藤三郎に変わった1971年から、環境保護の観点で地域住民による反対運動があり、その結果流通センターは緑を多く残した北部市場へと計画変更となった。

### 沿革
- 江戸時代 - 下菅生村の一部に属する。
- 1874年（明治7年） - 大区小区制により、当地は第5大区第6小区に属する。
- 1889年（明治22年） - 町村制施行にあわせ、菅生村など4村が合併して向丘村が成立。当地は向丘村大字菅生の一部となる。
- 1938年（昭和13年） - 向丘村が川崎市に編入。川崎市菅生の一部となる。
- 1972年（昭和47年） - 川崎市が政令指定都市へ移行。高津区菅生の一部となる。
- 1982年（昭和57年） - 高津区から宮前区が分区。当地は宮前区菅生の一部となる。北部市場が開場[9]。
- 1988年（昭和63年） - 住居表示の実施に伴い、菅生の一部をもって宮前区水沢一丁目～三丁目が成立。

## 世帯数と人口
2025年（令和7年）6月30日現在（川崎市発表）の世帯数と人口は以下の通りである。
| 丁目      | 世帯数    | 人口    |
| --------- | --------- | ------- |
| 水沢1丁目 | 27世帯    | 46人    |
| 水沢2丁目 | 375世帯   | 957人   |
| 水沢3丁目 | 626世帯   | 1,312人 |
| 計        | 1,028世帯 | 2,315人 |

### 人口の推移

人口推移のグラフ

水沢の人口の推移は、以下の表のようになっている。
| 年                 | 基準日  | 水沢1丁目 | 水沢2丁目 | 水沢3丁目 | 合計 | 人口基準 | 出典   |
| ------------------ | ------- | --------- | --------- | --------- | ---- | -------- | ------ |
| 1988年（昭和63年） | 10月1日 | 26        | 114       | 357       | 497  | 推計人口 | [ 10 ] |
| 1989年（平成元年） | 10月1日 | 28        | 121       | 367       | 516  | 推計人口 | [ 10 ] |
| 1990年（平成2年）  | 10月1日 | 22        | 117       | 538       | 677  | 国勢調査 | [ 10 ] |
| 1991年（平成3年）  | 10月1日 | 20        | 120       | 593       | 733  | 推計人口 | [ 10 ] |
| 1992年（平成4年）  | 10月1日 | 20        | 147       | 624       | 791  | 推計人口 | [ 10 ] |
| 1993年（平成5年）  | 10月1日 | 20        | 152       | 640       | 812  | 推計人口 | [ 11 ] |
| 1994年（平成6年）  | 10月1日 | 20        | 129       | 679       | 828  | 推計人口 | [ 11 ] |
| 1995年（平成7年）  | 10月1日 | 35        | 124       | 631       | 790  | 国勢調査 | [ 11 ] |
| 1996年（平成8年）  | 10月1日 | 23        | 145       | 689       | 857  | 登録人口 | [ 11 ] |
| 1997年（平成9年）  | 10月1日 | 23        | 143       | 720       | 886  | 登録人口 | [ 11 ] |
| 1998年（平成10年） | 10月1日 | 26        | 164       | 813       | 1003 | 登録人口 | [ 12 ] |
| 1999年（平成11年） | 10月1日 | 28        | 163       | 825       | 1016 | 登録人口 | [ 13 ] |
| 2000年（平成12年） | 10月1日 | 28        | 201       | 877       | 1106 | 登録人口 | [ 14 ] |
| 2001年（平成13年） | 10月1日 | 28        | 224       | 888       | 1140 | 登録人口 | [ 15 ] |
| 2002年（平成14年） | 10月1日 | 29        | 234       | 952       | 1215 | 登録人口 | [ 16 ] |
| 2003年（平成15年） | 10月1日 | 31        | 234       | 938       | 1203 | 登録人口 | [ 17 ] |
| 2004年（平成16年） | 10月1日 | 28        | 240       | 938       | 1206 | 登録人口 | [ 18 ] |
| 2005年（平成17年） | 9月30日 | 26        | 240       | 982       | 1248 | 登録人口 | [ 19 ] |
| 2006年（平成18年） | 9月30日 | 23        | 426       | 1023      | 1472 | 登録人口 | [ 20 ] |
| 2007年（平成19年） | 9月30日 | 21        | 545       | 1088      | 1654 | 登録人口 | [ 21 ] |
| 2008年（平成20年） | 9月30日 | 21        | 602       | 1088      | 1711 | 登録人口 | [ 22 ] |
| 2009年（平成21年） | 9月30日 | 30        | 620       | 1094      | 1744 | 登録人口 | [ 23 ] |
| 2010年（平成22年） | 9月30日 | 30        | 720       | 1099      | 1849 | 登録人口 | [ 24 ] |

### 人口の変遷
国勢調査による人口の推移。
| 年                 | 人口  |
| ------------------ | ----- |
| 1995年（平成7年）  | 790   |
| 2000年（平成12年） | 1,095 |
| 2005年（平成17年） | 1,221 |
| 2010年（平成22年） | 1,912 |
| 2015年（平成27年） | 2,150 |
| 2020年（令和2年）  | 2,398 |

### 世帯数の変遷
国勢調査による世帯数の推移。
| 年                 | 世帯数 |
| ------------------ | ------ |
| 1995年（平成7年）  | 289    |
| 2000年（平成12年） | 411    |
| 2005年（平成17年） | 462    |
| 2010年（平成22年） | 661    |
| 2015年（平成27年） | 713    |
| 2020年（令和2年）  | 796    |

## 学区
市立小・中学校に通う場合、学区は以下の通りとなる（2022年4月時点）。
| 丁目      | 番・番地等 | 小学校             | 中学校             |
| --------- | ---------- | ------------------ | ------------------ |
| 水沢1丁目 | 全域       | 川崎市立稗原小学校 | 川崎市立菅生中学校 |
| 水沢2丁目 | 全域       | 川崎市立稗原小学校 | 川崎市立菅生中学校 |
| 水沢3丁目 | 全域       | 川崎市立稗原小学校 | 川崎市立菅生中学校 |

## 事業所
2021年（令和3年）現在の経済センサス調査による事業所数と従業員数は以下の通りである。
| 丁目      | 事業所数  | 従業員数 |
| --------- | --------- | -------- |
| 水沢1丁目 | 149事業所 | 1,741人  |
| 水沢2丁目 | 38事業所  | 452人    |
| 水沢3丁目 | 41事業所  | 648人    |
| 計        | 228事業所 | 2,841人  |

### 事業者数の変遷
経済センサスによる事業所数の推移。
| 年                 | 事業者数 |
| ------------------ | -------- |
| 2016年（平成28年） | 222      |
| 2021年（令和3年）  | 228      |

### 従業員数の変遷
経済センサスによる従業員数の推移。
| 年                 | 従業員数 |
| ------------------ | -------- |
| 2016年（平成28年） | 2,867    |
| 2021年（令和3年）  | 2,841    |

## 交通

### バス
路線の詳細については、川崎市バス菅生営業所、川崎市バス鷲ヶ峰営業所、東急バス虹が丘営業所、小田急バス登戸営業所を参照のこと。
当地は鉄道駅から離れているため、溝口駅、宮前平駅、あざみ野駅、登戸駅、向ヶ丘遊園駅、生田駅など、鉄道駅とを結ぶバスが運行されている。

### 道路
- 尻手黒川道路
- 神奈川県道13号横浜生田線

## 施設
- 川崎市中央卸売市場北部市場
- 菅生緑地
- 川崎市立稗原小学校

## その他

### 日本郵便
- 郵便番号 : 216-0012[3]（集配局 : 宮前郵便局[35]）

### 警察
町内の警察の管轄区域は以下の通りである。
| 丁目      | 番・番地等 | 警察署     | 交番・駐在所 |
| --------- | ---------- | ---------- | ------------ |
| 水沢1丁目 | 全域       | 宮前警察署 | 蔵敷交番     |
| 水沢2丁目 | 全域       | 宮前警察署 | 蔵敷交番     |
| 水沢3丁目 | 全域       | 宮前警察署 | 蔵敷交番     |